# Byte

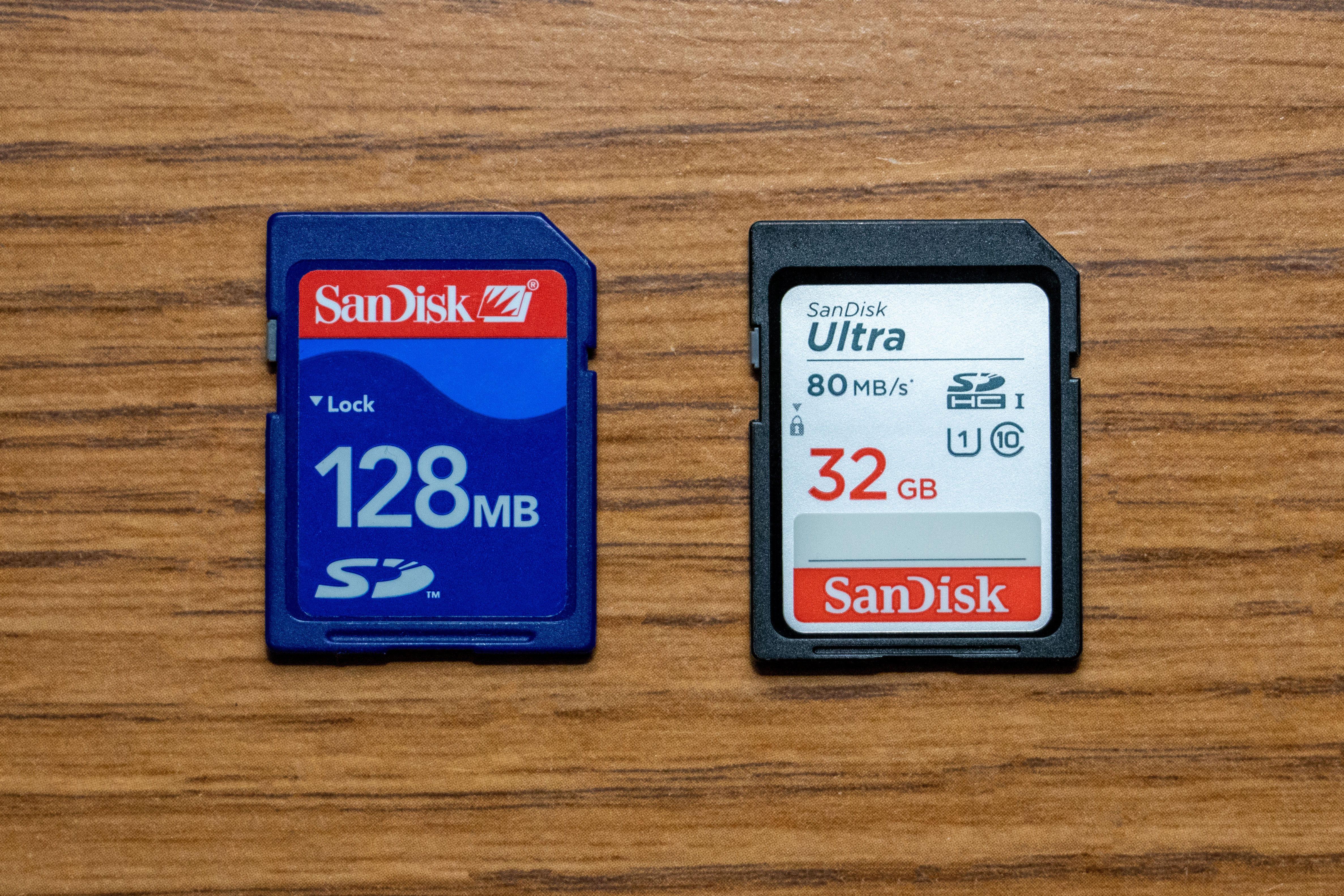
Due schede SD con diverse capacità di archiviazione espresse in multipli del byte

Il byte (pron. /ˈbait/) è un'unità di misura della quantità di informazione derivata dal bit.

Il termine è derivato dall'inglese bite (boccone, morso), scelto per assonanza con bit, ma variato per evitare confusioni di pronuncia.
Il simbolo utilizzato per il byte come unità di misura della quantità di informazione è B (identico al simbolo del bel); la lettera maiuscola sarebbe riservata alle sole unità di misura tratte dai cognomi degli ideatori, ma la Commissione Elettrotecnica Internazionale (IEC) ha deciso di fare un'eccezione dato che b è generalmente usato per indicare il bit (il cui simbolo standard sarebbe bit per esteso).
Nel tempo il byte è divenuto l'elemento base dell'indirizzabilità nelle architettura dei calcolatori e l'unità di misura delle capacità di memoria. Storicamente sistemi diversi tendevano ad utilizzare un diverso numero di bit per codificare un "singolo carattere alfanumerico" e per questo non esisteva una definizione univoca del byte.
Dal 1964 il byte si definisce come formato da 8 bit ed è pertanto in grado di assumere 28 = 256 possibili valori.

## Storia
Il termine byte è stato coniato da Werner Buchholz nel luglio 1956, all'inizio del progetto del computer IBM Stretch. Secondo molte altre fonti, seguite anche dai dizionari, il termine byte è una sigla fatta derivare da BinarY octetTE", ovvero "ottetto binario".
Agli inizi degli anni '60 esistevano due tipi di computer: scientifici e commerciali (business). Nei computer scientifici venivano usati, per la rappresentazione dei numeri decimali, 4 bit BCD (ovvero numeri decimali codificati in binario, es. 5 = 0101, 9 = 1001), mentre nei computer commerciali venivano usati 6 bit (64 configurazioni) per rappresentare il set grafico stampabile, che comprendeva 26 caratteri alfabetici (solo maiuscole), 10 numeri, e da 11 a 25 simboli speciali (+ - * / ( > ecc.). Il set grafico stampabile per i computer scientifici era ottenuto usando due cifre consecutive (4+4 bit) e sfruttando le configurazioni non utilizzate per la codifica decimale (con 4 bit si hanno 16 configurazioni, da 0 a 9 usate per i numeri, le altre, da 10 a 15 nominate da A a F usate per i segni "+" e "-" e per distinguere caratteri da numeri). In seguito, per includere i caratteri di controllo e permettere ai dispositivi di comunicare fra loro, memorizzare, trasferire caratteri per la scrittura dei testi comprendendo i caratteri minuscoli, è stato introdotto il codice ASCII a 7 bit (128 configurazioni). Successivamente, poiché 8 bit permettevano di contenere convenientemente due cifre decimali di 4 bit ciascuna (packed decimal), venne adottato e promulgato dall'IBM il codice EBCDIC a 8 bit, cioè l'attuale byte, come codice di rappresentazione standard nei computer System/360.

### Ambiguità nell'uso dei prefissi moltiplicativi

La differenza percentuale tra le interpretazioni decimali e binarie dei multipli del byte aumenta proporzionalmente al valore rappresentato. Questa differenza è fonte di possibili errori di calcolo soggetti ad amplificazione secondo la teoria degli errori.

Fino al 1995 erano diffuse due interpretazioni concorrenti dei prefissi moltiplicativi del byte. In una versione essi erano basati sulle potenze di dieci, nell'altra sulle potenze di due. Queste due interpretazioni rispecchiavano esattamente quelle che ora sono rispettivamente le definizioni dei prefissi SI e dei prefissi binari per le unità di misura.
Questa ambiguità nasce in un'era in cui grandezze dell'ordine del mega erano considerate enormi nell'immaginario comune, mentre quelle nell'ordine del kilo erano decisamente più approcciabili e popolari. Tenendo conto che la differenza relativa tra quantità espresse usando le due convenzioni è di appena il 2.4%, era considerata pratica accettabile in quegli anni arrotondare, per comodità di calcolo, grandezze multiple di 210 tipiche dell'informatica a multipli di 103 decisamente più intuitivi da utilizzare per gli esseri umani. Sebbene per grandezze nell'ordine del kilo questo risultasse in errori di calcolo accettabili, certamente la stessa cosa non è affermabile per grandezze di taglia superiore.
Questa doppia nomenclatura viene sfruttata a fini commerciali dai produttori di dispositivi di archiviazione, utilizzando i corretti, ma ambigui, multipli decimali, in modo tale da far figurare quantità maggiori di archiviazione; ad esempio, in un disco rigido, 80 GB di capacità dichiarata equivalgono a circa 74,5 gibibyte di capacità effettiva.